# Puig de Rosanes
El Puig de Rosanes és una muntanya de 829 metres que es troba al municipi de Castellterçol, a la comarca del Moianès.